# Parvoscincus palaliensis
Parvoscincus palaliensis — вид сцинкоподібних ящірок родини сцинкових (Scincidae). Ендемік Філіппін.

## Поширення і екологія
Parvoscincus palaliensis мешкають на острові Лусон, де відомі з двох місцевостей, одна з яких розташована на горі Палалі, а друга — в заповіднику Пантабанган-Карранлан. Вони живуть у вологих тропічних лісах, серед опалого листя і гнилої деревини. Зустрічаються на висоті від 1100 до 1450 м над рівнем моря.